# Rebrca
Rebrca (nemško Rechberg) je naselje v Občini Železna Kapla - Bela v Okraju Velikovec na Koroškem v Avstriji.